# قائمة قلاع فلسطين

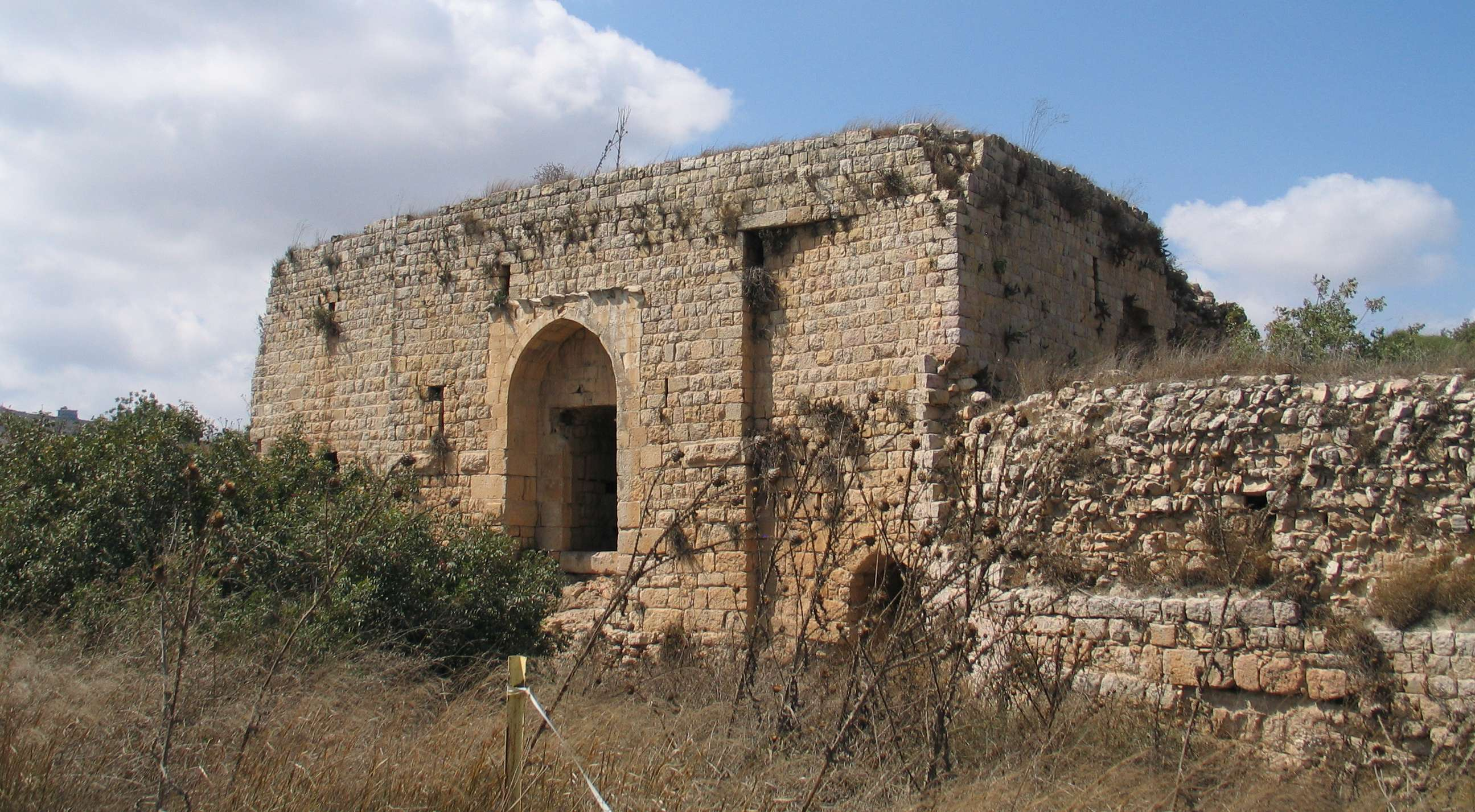
قلعة هونين

القَلْعَة هو حصن منيع يشيَّد في موقع يصعب الوصول إليه، وغالبًا ما يكون على قمة جبل أو مشرفًا على بحر، وقد وجد بعضها مشيداً على أرض منبسطة.

## قائمة قلاع فلسطين
تحتوي هذه القائمة على أسماء القلاع في فلسطين.
- قلعة برقوق
- قلعة شفا عمرو
- قلعة صانور
- قلعة عتليت
- قلعة كوكب الهوا
- قلعة هونين
- قلعة الخواجا